# 68e Match des étoiles de la Ligue nationale de hockey
Match précédent Match suivant
Le 68e Match des étoiles de la Ligue nationale de hockey se déroule à Toronto, en Ontario, sur la patinoire des Maple Leafs de Toronto. Le Match des étoiles se joue le 3 février 2024.

## Contexte
Le 4 février 2023, la LNH attribue l'organisation du 68e Match des étoiles à Toronto. Cela fait plus de 12 ans que le match des étoiles n'a pas lieu au Canada, la dernière fois ayant été à Ottawa en 2012. Pour Toronto, il s'agit de la 9e fois que la ville se voit attribuer cet évènement après : 1947, 1949, 1951, 1962, 1963, 1964, 1968 et 2000.

## Formule de jeu
Le Match des étoiles reprend le format « trois contre trois » employé en 2016. Par contre, les équipes ne sont pas formées en fonction des divisions de la ligue mais plutôt, par un repêchage tel qu’adopté en 2015. Les quatre formations sont Équipe Matthews, Équipe McDavid, Équipe MacKinnon et Équipe Hughes.

## Formations
32 joueurs sont choisis par la LNH pour participer au Match des étoiles, soit un joueur par équipe. Ensuite, un vote des  partisans détermine les 12 joueurs restants, pour un total de 44 joueurs.

### Sélection de la LNH
Les 32 premiers joueurs sont annoncés le 4 janvier 2024 :
| Joueur             | Équipe                    | Pos.           |
| ------------------ | ------------------------- | -------------- |
| Frank Vatrano      | Ducks d'Anaheim           | Attaquant      |
| Clayton Keller     | Coyotes de l'Arizona      | Attaquant      |
| David Pastrnak     | Bruins de Boston          | Attaquant      |
| Rasmus Dahlin      | Sabres de Buffalo         | Défenseur      |
| Elias Lindholm     | Canucks de Vancouver      | Attaquant      |
| Sebastian Aho      | Hurricanes de la Caroline | Attaquant      |
| Connor Bedard      | Blackhawks de Chicago     | Attaquant      |
| Nathan MacKinnon   | Avalanche du Colorado     | Attaquant      |
| Boone Jenner       | Blue Jackets de Columbus  | Attaquant      |
| Jake Oettinger     | Stars de Dallas           | Gardien de but |
| Alex DeBrincat     | Red Wings de Détroit      | Attaquant      |
| Connor McDavid     | Oilers d'Edmonton         | Attaquant      |
| Sam Reinhart       | Panthers de la Floride    | Attaquant      |
| Cam Talbot         | Kings de Los Angeles      | Gardien de but |
| Kirill Kaprizov    | Wild du Minnesota         | Attaquant      |
| Nick Suzuki        | Canadiens de Montréal     | Attaquant      |
| Filip Forsberg     | Predators de Nashville    | Attaquant      |
| Jack Hughes        | Devils du New Jersey      | Attaquant      |
| Mathew Barzal      | Islanders de New York     | Attaquant      |
| Igor Chestiorkine  | Rangers de New York       | Gardien de but |
| Brady Tkachuk      | Sénateurs d'Ottawa        | Attaquant      |
| Travis Konecny     | Flyers de Philadelphie    | Attaquant      |
| Sidney Crosby      | Penguins de Pittsburgh    | Attaquant      |
| Tomas Hertl        | Sharks de San José        | Attaquant      |
| Oliver Bjorkstrand | Kraken de Seattle         | Attaquant      |
| Robert Thomas      | Blues de Saint-Louis      | Attaquant      |
| Nikita Kucherov    | Lightning de Tampa Bay    | Attaquant      |
| Auston Matthews    | Maple Leafs de Toronto    | Attaquant      |
| Quinn Hughes       | Canucks de Vancouver      | Défenseur      |
| Jack Eichel        | Golden Knights de Vegas   | Attaquant      |
| Tom Wilson         | Capitals de Washington    | Attaquant      |
| Connor Hellebuyck  | Jets de Winnipeg          | Gardien de but |
| Vincent Trocheck†  | Rangers de New York       | Attaquant      |
| Kyle Connor†       | Jets de Winnipeg          | Attaquant      |
| Jesper Bratt†      | Devils du New Jersey      | Attaquant      |

- Blessé ; absent du match.
- † Remplace un joueur blessé.

1. ↑  Lindholm a été sélectionné en tant que membre des Flames de Calgary avant d'être échangé aux Canucks de Vancouver le 31 janvier 2024[4].

### Vote des partisans
Le vote des partisans a lieu du 4 janvier au 11 janvier afin de déterminer les derniers 12 joueurs (8 patineurs et 4 gardiens) à participer au Match des étoiles. Les résultats sont dévoilés le 13 janvier :
| Joueur             | Équipe                 | Pos.           |
| ------------------ | ---------------------- | -------------- |
| Jeremy Swayman     | Bruins de Boston       | Gardien de but |
| Alexandar Georgiev | Avalanche du Colorado  | Gardien de but |
| Cale Makar         | Avalanche du Colorado  | Défenseur      |
| Leon Draisaitl     | Oilers d'Edmonton      | Attaquant      |
| Sergueï Bobrovski  | Panthers de la Floride | Gardien de but |
| Mitch Marner       | Maple Leafs de Toronto | Attaquant      |
| William Nylander   | Maple Leafs de Toronto | Attaquant      |
| Morgan Rielly      | Maple Leafs de Toronto | Défenseur      |
| Brock Boeser       | Canucks de Vancouver   | Attaquant      |
| Thatcher Demko     | Canucks de Vancouver   | Gardien de but |
| J. T. Miller       | Canucks de Vancouver   | Attaquant      |
| Elias Pettersson   | Canucks de Vancouver   | Attaquant      |

### Repêchage
Des capitaines sont sélectionnés par la LNH pour qu'à leur tour, ceux-ci repêchent leur propre équipe : Auston Matthews des Maple Leafs de Toronto, Connor McDavid des Oilers d'Edmonton, Nathan MacKinnon de l'Avalanche du Colorado ; les frères Jack Hughes des New Jersey Devils et Quinn Hughes des Canucks de Vancouver sont nommés co-capitaines de la quatrième équipe. Chacun des capitaines sélectionne sept patineurs et deux gardiens.

### Équipe Matthews
| Nom               | Équipe                 | Position        |
| ----------------- | ---------------------- | --------------- |
| Jim Montgomery    | Bruins de Boston       | Entraîneur-chef |
| Auston Matthews   | Maple Leafs de Toronto | Attaquant       |
| Morgan Rielly     | Maple Leafs de Toronto | Défenseur       |
| William Nylander  | Maple Leafs de Toronto | Attaquant       |
| Mitch Marner      | Maple Leafs de Toronto | Attaquant       |
| Jake Oettinger    | Stars de Dallas        | Gardien         |
| Clayton Keller    | Coyotes de l'Arizona   | Attaquant       |
| Mathew Barzal     | Islanders de New York  | Attaquant       |
| Igor Chestiorkine | Rangers de New York    | Gardien         |
| Filip Forsberg    | Predators de Nashville | Attaquant       |
| Alex DeBrincat    | Red Wings de Détroit   | Attaquant       |
| Vincent Trocheck  | Rangers de New York    | Attaquant       |

### Équipe McDavid
| Nom               | Équipe                   | Position        |
| ----------------- | ------------------------ | --------------- |
| Peter Laviolette  | Rangers de New York      | Entraîneur-chef |
| Connor McDavid    | Oilers d'Edmonton        | Attaquant       |
| Leon Draisaitl    | Oilers d'Edmonton        | Attaquant       |
| Connor Hellebuyck | Jets de Winnipeg         | Gardien         |
| David Pastrňák    | Bruins de Boston         | Attaquant       |
| Rasmus Dahlin     | Sabres de Buffalo        | Défenseur       |
| Robert Thomas     | Blues de St-Louis        | Attaquant       |
| Sam Reinhart      | Panthers de la Floride   | Attaquant       |
| Sergueï Bobrovski | Panthers de la Floride   | Gardien         |
| Boone Jenner      | Blue Jackets de Columbus | Attaquant       |
| Nick Suzuki       | Canadiens de Montréal    | Attaquant       |
| Tomáš Hertl       | Sharks de San José       | Attaquant       |

### Équipe MacKinnon
| Nom                | Équipe                    | Position        |
| ------------------ | ------------------------- | --------------- |
| Rick Bowness       | Jets de Winnipeg          | Entraîneur-chef |
| Nathan MacKinnon   | Avalanche du Colorado     | Attaquant       |
| Cale Makar         | Avalanche du Colorado     | Défenseur       |
| Sidney Crosby      | Penguins de Pittsburgh    | Attaquant       |
| Alexandar Georgiev | Avalanche du Colorado     | Gardien         |
| Kirill Kaprizov    | Wild du Minnesota         | Attaquant       |
| Sebastian Aho      | Hurricanes de la Caroline | Attaquant       |
| Tom Wilson         | Capitals de Washington    | Attaquant       |
| Jeremy Swayman     | Bruins de Boston          | Gardien         |
| Travis Konecny     | Flyers de Philadelphie    | Attaquant       |
| Elias Lindholm     | Canucks de Vancouver      | Attaquant       |
| Oliver Bjorkstrand | Kraken de Seattle         | Attaquant       |

### Équipe Hughes
| Nom              | Équipe                 | Position        |
| ---------------- | ---------------------- | --------------- |
| Rick Tocchet     | Canucks de Vancouver   | Entraîneur-chef |
| Quinn Hughes     | Canucks de Vancouver   | Défenseur       |
| Elias Pettersson | Canucks de Vancouver   | Attaquant       |
| Nikita Kucherov  | Lightning de Tampa Bay | Attaquant       |
| Thatcher Demko   | Canucks de Vancouver   | Gardien         |
| Kyle Connor      | Jets de Winnipeg       | Attaquant       |
| Brady Tkachuk    | Sénateurs d'Ottawa     | Attaquant       |
| Jesper Bratt     | Devils du New Jersey   | Attaquant       |
| Cameron Talbot   | Kings de Los Angeles   | Gardien         |
| Brock Boeser     | Canucks de Vancouver   | Attaquant       |
| J. T. Miller     | Canucks de Vancouver   | Attaquant       |
| Frank Vatrano    | Ducks d'Anaheim        | Attaquant       |

## Résultats des matchs
Résultats des matchs
|  | Demi-finales     | Demi-finales     | Demi-finales |  |  | Finale          | Finale          | Finale |
|  |                  |                  |              |  |  |                 |                 |        |
|  | Équipe McDavid   | Équipe McDavid   | 4            |  |  |                 |                 |        |
|  | Équipe MacKinnon | Équipe MacKinnon | 3            |  |  | Équipe McDavid  | Équipe McDavid  | 4      |
|  | Équipe Matthews  | Équipe Matthews  | 6            |  |  | Équipe Matthews | Équipe Matthews | 7      |
|  | Équipe Hughes    | Équipe Hughes    | 5            |  |  |                 |                 |        |
|  |                  |                  |              |  |  |                 |                 |        |
|  |                  |                  |              |  |  |                 |                 |        |
|  |                  |                  |              |  |  |                 |                 |        |

## Concours d'habiletés
Le concours d’habiletés, avec une formule revampée, a lieu le 2 février 2024. Au lieu d’y avoir des joueurs qui gagnent chaque épreuve individuellement, 12 joueurs s’affrontent dans plusieurs épreuves afin de couronner un grand vainqueur. Chaque joueur compétitionne dans quatre des six épreuves suivantes : patineur le plus rapide, tir le plus puissant, maniement de la rondelle, tirs sur réception, défi de passes et tirs de précision, avec des points attribués selon les résultats des joueurs. Les huit meilleurs joueurs s’affrontent ensuite dans une épreuve d’échappés. Puis, les six meilleurs joueurs atteignent l’épreuve finale, la course d'obstacles, où le gagnant remporte un trophée et un millions de dollars.
Les joueurs sont sélectionnés selon un vote des partisans qui a lieu du 4 janvier au 11 janvier. En raison d’une blessure à Jack Hughes, Mathew Barzal le remplace.
| Joueur           | Équipe                 |
| ---------------- | ---------------------- |
| David Pastrňák   | Bruins de Boston       |
| Nathan MacKinnon | Avalanche du Colorado  |
| Cale Makar       | Avalanche du Colorado  |
| Connor McDavid   | Oilers d’Edmonton      |
| Leon Draisaitl   | Oilers d’Edmonton      |
| Jack Hughes      | Devils du New Jersey   |
| Nikita Kucherov  | Lightning de Tampa Bay |
| Auston Matthews  | Maple Leafs de Toronto |
| William Nylander | Maple Leafs de Toronto |
| Quinn Hughes     | Canucks de Vancouver   |
| J.T. Miller      | Canucks de Vancouver   |
| Elias Pettersson | Canucks de Vancouver   |
| Mathew Barzal†   | Islanders de New York  |

- Blessé ; absent du match.
- † Remplace Jack Hughes, blessé.

### Patineur le plus rapide
Les joueurs s'affrontent pour réaliser le meilleur temps en un tour de patinoire. Il s'agit d'une course de vitesse où chaque joueur part à tour de rôle. Connor McDavid remporte l'épreuve avec un temps de 13,408 secondes.
| Joueur           | Résultats (sec) | Points |
| ---------------- | --------------- | ------ |
| Connor McDavid   | 13,408          | 5      |
| Mathew Barzal    | 13,519          | 4      |
| Quinn Hughes     | 14,008          | 3      |
| Cale Makar       | 14,089          | 2      |
| William Nylander | 14,164          | 1      |

### Tirs sur réception
Huit joueurs reçoivent une passe et tirent sur réception pour récolter le plus de points possibles en tentant d’atteindre certaines zones dans le filet. Parmi les passeurs, il y a Connor Bedard et Sidney Crosby.
| Joueur           | Résultats | Points |
| ---------------- | --------- | ------ |
| Nathan MacKinnon | 23        | 5      |
| Leon Draisaitl   | 22        | 3,5    |
| David Pastrňák   | 22        | 3,5    |
| Elias Pettersson | 20        | 2      |
| Nikita Kucherov  | 19        | 0,5    |
| J.T. Miller      | 18        | 0,5    |
| Mathew Barzal    | 17        | 0      |
| Auston Matthews  | 15        | 0      |

### Défi de passes
Les joueurs patinent d’un bout à l’autre de la patinoire deux fois en essayant d’atteindre des cibles de tailles différentes pour récolter le plus de points possibles.
| Joueur           | Résultats | Points |
| ---------------- | --------- | ------ |
| Elias Pettersson | 25        | 5      |
| Cale Makar       | 23        | 4      |
| Mathew Barzal    | 21        | 3      |
| Auston Matthews  | 19        | 2      |
| William Nylander | 16        | 1      |
| Quinn Hughes     | 15        | 0      |
| Nathan MacKinnon | 13        | 0      |
| Leon Draisaitl   | 12        | 0      |
| Connor McDavid   | 12        | 0      |
| J.T. Miller      | 7         | 0      |
| Nikita Kucherov  | 5         | 0      |

### Tir le plus puissant
Cinq joueurs ont deux essais pour réaliser le tir le plus puissant possible, la vitesse étant mesurée en miles à l'heure. Les joueurs passent en deux tours et le meilleur temps des deux essais est conservé. Cale Makar de l’Avalanche du Colorado remporte l'épreuve avec une vitesse de 102,5 mph (164,9 km/h).
| Joueur           | Résultats (mph) | Points |
| ---------------- | --------------- | ------ |
| Cale Makar       | 102,50          | 5      |
| J.T. Miller      | 102,30          | 4      |
| Elias Pettersson | 98,40           | 3      |
| Auston Matthews  | 96,22           | 2      |
| David Pastrňák   | 95,27           | 1      |

### Maniement de la rondelle
C'est une course contre la montre dans laquelle les joueurs doivent manier la rondelle en faisant un parcours d'obstacles. McDavid réussi le meilleur temps : 25,755 secondes.
| Joueur           | Résultats (sec) | Points |
| ---------------- | --------------- | ------ |
| Connor McDavid   | 25,755          | 5      |
| Mathew Barzal    | 26,929          | 4      |
| William Nylander | 27,272          | 3      |
| Nathan MacKinnon | 27,715          | 2      |
| Leon Draisaitl   | 28,677          | 1      |
| Quinn Hughes     | 29,038          | 0      |
| Elias Pettersson | 29,526          | 0      |
| David Pastrňák   | 38,488          | 0      |
| Nikita Kucherov  | 44,178          | 0      |

### Tirs de précision
Dix joueurs s'affrontent pour réaliser le meilleur temps lors d'une épreuve de précision. Positionnés à la même distance du filet, les joueurs doivent toucher les quatre cibles positionnées aux quatre coins du filet en tirant dès la réception de la rondelle. Parmi les passeurs, il y a Blayre Turnbull, Doug Gilmour et Sarah Nurse. Le vainqueur est celui qui le réalise le plus rapidement. Connor McDavid est le plus rapide avec un temps de 9,158 secondes.
| Joueur           | Résultats (sec) | Points |
| ---------------- | --------------- | ------ |
| Connor McDavid   | 9,158           | 5      |
| Auston Matthews  | 9,341           | 4      |
| J.T. Miller      | 13,587          | 3      |
| William Nylander | 14,099          | 2      |
| Quinn Hughes     | 14,815          | 1      |
| Nathan MacKinnon | 15,958          | 0      |
| Nikita Kucherov  | 16,460          | 0      |
| Cale Makar       | 19,069          | 0      |
| David Pastrňák   | 19,670          | 0      |
| Leon Draisaitl   | 46,089          | 0      |

### Un contre un
Les premiers huit patineurs du classement des six premières épreuves peuvent continuer à la prochaine étape. Chaque joueur peut choisir un gardien qu'il pourra affronter. L'objectif est de compter le plus de buts possibles en échappés, pendant une minute. Le gardien avec le plus haut pourcentage d'arrêts, remporte 100 000 $. C'est le gardien Alexandar Georgiev qui remporte les honneurs.
| Joueur           | Gardien de but     | Résultats | Points |
| ---------------- | ------------------ | --------- | ------ |
| William Nylander | Cam Talbot         | 9         | 5      |
| Auston Matthews  | Thatcher Demko     | 7         | 4      |
| Mathew Barzal    | Igor Chestiorkine  | 6         | 2,5    |
| J.T. Miller      | Jeremy Swayman     | 6         | 2,5    |
| Cale Makar       | Connor Hellebuyck  | 4         | 1      |
| Elias Pettersson | Jake Oettinger     | 3         | 0      |
| Connor McDavid   | Alexandar Georgiev | 3         | 0      |
| Nathan MacKinnon | Sergueï Bobrovski  | 2         | 0      |

### Épreuve finale - Course d'obstacles
Les joueurs ayant récoltés le plus de points lors des sept premières épreuves peuvent participer à cette course contre la montre. Les joueurs doivent patiner d'un bout à l'autre de la patinoire, tout en complétant des défis de maniement de rondelle, de passes soulevées vers de petits filets, de slalom avec rondelle, avant de terminer en comptant un but dans un filet. Les points sont doublés pour cette épreuve finale.
| Joueur           | Résultats (sec) | Points |
| ---------------- | --------------- | ------ |
| Connor McDavid   | 40,606          | 10     |
| Cale Makar       | 43,435          | 8      |
| Auston Matthews  | 47,271          | 6      |
| William Nylander | 49,065          | 4      |
| J.T. Miller      | 49,351          | 2      |
| Mathew Barzal    | 1:16,850        | 0      |

### Classement final
| Rang | Joueurs          | Points |
| ---- | ---------------- | ------ |
| 1    | Connor McDavid   | 25,0   |
| 2    | Cale Makar       | 20,0   |
| 3    | Auston Matthews  | 18,0   |
| 4    | William Nylander | 16,0   |
| 5    | Mathew Barzal    | 13,5   |
| 6    | J.T. Miller      | 12,0   |
| 7    | Elias Pettersson | 10,0   |
| 8    | Nathan MacKinnon | 7,0    |
| 9    | David Pastrňák   | 4,5    |
| 9    | Leon Draisaitl   | 4,5    |
| 11   | Quinn Hughes     | 4,0    |
| 12   | Nikita Kucherov  | 0,5    |

## Vitrine de la Ligue professionnelle de hockey féminin
Afin de promouvoir le hockey féminin, 24 des meilleures joueuses de la LPHF jouent un match de trois contre trois le jeudi soir avant la fin de semaine du Match des étoiles. Deux équipes de 12 joueuses s’affrontent dans un match de 20 minutes. Une équipe porte le nom de Billie Jean King et l’autre Ilana Kloss, en honneur des deux anciennes joueuses de tennis qui sont membres du conseil consultatif de la ligue.
Parmi les joueuses sélectionnées pour le match, on retrouve Marie-Philip Poulin, Alex Carpenter, Sarah Nurse et Ann-Renée Desbiens.